# ラーマーヌジャ

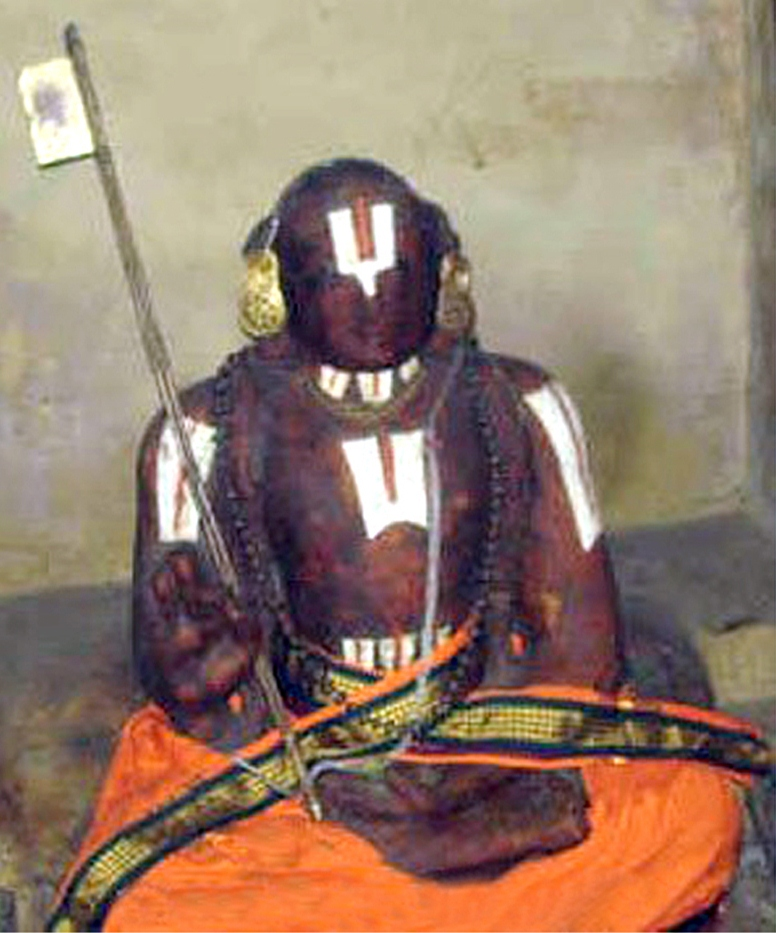
ラーマーヌジャ

ラーマーヌジャ（タミル語: ராமானுஜர்、1017年 - 1137年）は、インドの哲学者・神学者。ヒンドゥー教哲学の革命的存在である。

## 概要
12世紀の南インドのマドゥライのティルチラパリのシュリーランガム寺院の大司教をしていた。初めヤーダヴァ・プラカーシャ（Yādavaprakāśa）からシャンカラのアドヴァイタ・ヴェーダーンタ哲学（不二一元論）を学んでいたが満足せず、ヤームナ（Yāmuna）に師事し、ヴィシシュタードヴァイタ哲学（viśiṣṭādvaita 限定不二一元論）を打ちたてた。
その内容はシャンカラのものとは大きく違い、ブラフマンとアートマンと現象世界の三者を実在とする。アートマンとはブラフマンの身体であり、ブラフマンとは最高神ナーラーヤナであり、解脱は神へのバクティ（信愛）によって達成される、というものである。シャンカラがバラモンのための哲学を説いたのに対し、ラーマーヌジャは当時盛んであったバクティ（信愛）を取り入れて庶民のための哲学を説いた。ラーマーヌジャと言えば熱狂的なバクティ（信愛）を思い浮かべるが、松本照敬によれば、本来はかなり主知主義的なものであったという。
彼の教えはのちに猫派と猿派に分裂した。猫派は子猫が危険になったら親猫が子猫の首をくわえて移動するのに対し、猿派は小猿が危険になったら小猿が親猿に飛びついて移動する、つまり神にすべてを任せるか、あるいは個人の努力も必要かということである。
彼にはいくつかの著作が有るが『シュリーバーシャ』が代表作である。彼の後世への影響は大きく、ラーマーナンダ、カビール、グル・ナーナクにまで及んでいる。
120歳まで生きたと書いてあるがインドによくある話で疑わしい。

## 著作
- 『シュリー・バーシャ』(Srībhāṣya) - 『ブラフマ・スートラ』への注釈書
- 『ヴェーダールタ・サングラハ』(Vedārthasaṃgraha)